# 新世界電訊

新世界電訊標誌

新世界電訊（英語：New World Telecommunications Ltd.），曾是香港電訊供應商之一。
2016年香港寬頻集團收購新世界電訊，並更名為香港寬頻企業方案有限公司（英語：HKBN Enterprise Solutions Limited）。

## 歷史
新世界電訊成立於1995年，原為新世界發展子公司，是其時香港開放固網電訊之後，四間主要供應商之一（另三間為香港電訊、香港新電訊及和記廣訊）。
香港寬頻有限公司於2016年3月31日完成收購新世界發展擁有的電訊（「新世界電訊」）及網絡營銷解決方案（「新世界互動媒體」）業務，並將新世界電訊更名為香港寬頻企業方案。